# Drosselberg/Hambach mit angrenzenden Flächen
Drosselberg/Hambach mit angrenzenden Flächen este o arie protejată (arie specială de conservare — SAC, sit de importanță comunitară — SCI) din Germania întinsă pe o suprafață de 121,99 ha, integral pe uscat.

## Localizare
Centrul sitului Drosselberg/Hambach mit angrenzenden Flächen este situat la coordonatele 49°38′53″N 8°39′22″E / 49.6481°N 8.6561°E.

## Înființare
Situl Drosselberg/Hambach mit angrenzenden Flächen a fost declarat sit de importanță comunitară în iunie 2000 pentru a proteja 2 specii de animale. Situl a fost protejat și ca arie specială de conservare în martie 2008.

## Biodiversitate
Situată în ecoregiunea continentală, aria protejată conține 3 habitate naturale: Pajiști uscate seminaturale și facies de acoperire cu tufișuri pe substraturi calcaroase (Festuco-Brometalia) (* situri importante pentru orhidee), Fânețe de joasă altitudine (Alopecurus pratensis, Sanguisorba officinalis), Păduri de stejar și carpen Galio-Carpinetum.
La baza desemnării sitului se află mai multe specii protejate:
- mamifere (1): liliac comun (Myotis myotis)
- nevertebrate (1): Euplagia quadripunctaria

Pe lângă speciile protejate, pe teritoriul sitului au mai fost identificate 4 specii de plante, 3 specii de reptile.